# Ellen Wroe
Ellen Elizabeth Wroe (Texas, 7 de julho de 1988) é uma atriz norte-americana. Entre os créditos de sua carreira, estão alguns filmes, episódios de telesséries e várias produções para a internet.

## Primeiros anos e educação
Nascida no Texas, Wroe cresceu em Austin, onde apareceu em várias produções de teatro locais. De 1990 a 2003, envolveu-se em ginástica artística. Interessou-se pelas artes cênicas ainda no ensino médio e, decidida a começar sua carreira na frente das câmeras, mudou-se em 2006 para Los Angeles, Califórnia, após a formatura. Frequentou a Universidade do Sul da Califórnia, onde cursou matemática e economia, graduando-se em 2010. Enquanto estava na faculdade, fazia aulas de atuação.

## Carreira
Ela fez sua estreia na televisão em 2009, em um episódio do programa documental I Didn't Know I Was Pregnant. Em 2011, interpretou Candice Hooper em Final Destination 5, seu primeiro trabalho no cinema. Estrelou episódios de muitas telesséries, incluindo Gary Unmarried, Huge, Southland, Masters of Sex, The Mentalist, NCIS, Major Crimes, Baby Daddy, NCIS: New Orleans, Grandfathered, Chicago Med e Grey's Anatomy. A partir de 2010, começou a aparecer em uma série de vídeos curtos produzidos pelo website humorístico Funny or Die, incluindo os episódios de Hey, Babe... (2016), websérie protagonizada por ela. Ainda em 2016, desempenhou um papel coadjuvante na série Animal Kingdom (TNT). Em 2019, começou a filmar o suspense The Uncanny. Em 2021, interpretou Sally Ride na série For All Mankind.

## Filmografia

### Cinema
| Ano  | Título                | Papel           | Notas                     | Ref.   |
| ---- | --------------------- | --------------- | ------------------------- | ------ |
| 2011 | Final Destination 5   | Candice Hooper  |                           | [ 2 ]  |
| 2013 | Humor Me              | Ashley Dobson   | Curta-metragem            | [ 13 ] |
| 2014 | Ice Bucket Challenged | Andrea Litzki   | Curta-metragem            | [ 14 ] |
| 2018 | The Kid               | Shelby          | Curta-metragem; produtora | [ 2 ]  |
| 2022 | Gatlopp               | Claire Sullivan |                           | [ 15 ] |
| 2022 | They Live in the Grey | Audrey          |                           | [ 16 ] |

### Televisão
| Ano  | Título                                       | Papel                           | Notas                                   | Ref.   |
| ---- | -------------------------------------------- | ------------------------------- | --------------------------------------- | ------ |
| 2009 | I Didn't Know I Was Pregnant                 | Lucy                            | Episódio: "Freshman 15"                 | [ 6 ]  |
| 2010 | Gary Unmarried                               | Jessica                         | Episódio: "Gary's Big Mouth"            | [ 7 ]  |
| 2010 | Huge                                         | Meredith                        | Episódio: "Live Action Role Play"       | [ 8 ]  |
| 2012 | Southland                                    | Cathy                           | Episódio: "Identity"                    | [ 8 ]  |
| 2012 | Cassandra French's Finishing School for Boys | Wendy                           | Episódio piloto                         | [ 17 ] |
| 2013 | Masters of Sex                               | Ruiva                           | 2 episódios                             | [ 18 ] |
| 2014 | The Mentalist                                | Oficial Green                   | Episódio: "Forest Green"                | [ 7 ]  |
| 2014 | NCIS                                         | Suboficial da Marinha Violet L. | Episódio: "Honor Thy Father"            | [ 7 ]  |
| 2014 | Major Crimes                                 | Oficial Kate Sherman            | Episódio: "Zoo Story"                   | [ 8 ]  |
| 2015 | Baby Daddy                                   | Amber                           | Episódio: "An Officer and a Gentle Ben" | [ 8 ]  |
| 2015 | NCIS: New Orleans                            | Ten. da Marinha Lindsey Garrett | Episódio: "Touched by the Sun"          | [ 7 ]  |
| 2016 | Grandfathered                                | Summer                          | Episódio: "The Biter"                   | [ 7 ]  |
| 2016 | Chicago Med                                  | Ms. Fisher                      | Episódio: "Guilty"                      | [ 7 ]  |
| 2016 | Grey's Anatomy                               | Sra. Green                      | Episódio: "Trigger Happy"               | [ 7 ]  |
| 2016 | Animal Kingdom                               | Alexa Anderson                  | 8 episódios                             | [ 18 ] |
| 2017 | Dinasty                                      | Kylie                           | Episódio: "Company Slut"                | [ 19 ] |
| 2017 | Grimm                                        | Haley Maler                     | Episódio: "El Cuegle"                   | [ 7 ]  |
| 2017 | Rosewood                                     | Gretchen Benjamin               | Episódio: "Fairy Tales & Frozen Truths" | [ 7 ]  |
| 2017 | NCIS: Los Angeles                            | Tiffany Miller                  | Episódio: "The Silo"                    | [ 7 ]  |
| 2018 | Criminal Minds                               | Dina Capilano                   | Episódio: "The Capilanos"               | [ 7 ]  |
| 2018 | Swedish Dicks                                | Stacy Mayfield                  | Episódio: "Dawn of the Dicks"           | [ 20 ] |
| 2018 | Here and Now                                 | Instrutora de krav magá         | 2 episódios                             | [ 21 ] |
| 2018 | Station 19                                   | Oficial Elle Kingsley           | Episódio: "Do a Little Harm..."         | [ 8 ]  |
| 2018 | The Resident                                 | Rose Lapierre                   | Episódio: "The Dance"                   | [ 7 ]  |
| 2019 | Shameless                                    | Clancy                          | Episódio: "Los Diablos!"                | [ 7 ]  |
| 2019 | Only Mine                                    | Gail                            | Telefilme                               | [ 16 ] |
| 2020 | SEAL Team                                    | Olivia Green                    | Episódio: "The New Normal"              | [ 8 ]  |
| 2021 | For All Mankind                              | Sally Ride                      | 5 episódios                             | [ 8 ]  |

### Web
| Ano  | Título                                  | Papel      | Notas                                     | Ref.   |
| ---- | --------------------------------------- | ---------- | ----------------------------------------- | ------ |
| 2010 | Etiquette Ninjas                        | Ninja      | Episódio: "Dicks Who Don’t Say Thank You" | [ 22 ] |
| 2011 | The Gatorade Rap                        | E-Wroe     | Curta-metragem em vídeo                   | [ 9 ]  |
| 2013 | The Food Ditty                          | E-Wroe     | Curta-metragem em vídeo                   | [ 9 ]  |
| 2013 | Weapon Wars                             | Samus Aran | Episódio: "Mega Man VS Metroid"           | [ 23 ] |
| 2014 | Rabid Weight Loss                       | Harper     | Curta-metragem em vídeo                   | [ 9 ]  |
| 2014 | Date Me                                 | Ashley     | Curta-metragem em vídeo                   | [ 9 ]  |
| 2015 | Every Audition You’ve Ever Been To Ever | Ellen      | Curta-metragem em vídeo                   | [ 9 ]  |
| 2015 | The Juice Cleanse                       | Katelyn    | Curta-metragem em vídeo                   | [ 9 ]  |
| 2016 | Hey, Babe…                              | Babe       | Websérie                                  | [ 9 ]  |
| 2016 | One & Done                              | Ellen      | Episódio: "Matthew"                       | [ 24 ] |
| 2018 | Does This Baby Make Me Look Fat?        | Babá       | Episódio: "The New Babysitter"            | [ 25 ] |

### Vídeo musical
| Ano  | Título        | Artista      | Papel     | Ref.   |
| ---- | ------------- | ------------ | --------- | ------ |
| 2011 | "New Romance" | Miles Fisher | Estudante | [ 26 ] |